# Habrotrocha angusticollis
Habrotrocha angusticollis är en hjuldjursart som först beskrevs av Murray 1905.  Habrotrocha angusticollis ingår i släktet Habrotrocha och familjen Habrotrochidae. Arten är reproducerande i Sverige.

## Underarter
Arten delas in i följande underarter:
- H. a. alterversa
- H. a. angusticollis
- H. a. attenuata
- H. a. monteti
- H. a. reversa